# Martina Hälg-Stamm
Martina Hälg-Stamm (* 27. Dezember 1914 in Appenzell; † 6. Dezember 2011 in Romanshorn, heimatberechtigt in Langrickenbach) war eine Schweizer Politikerin (SP).

## Leben

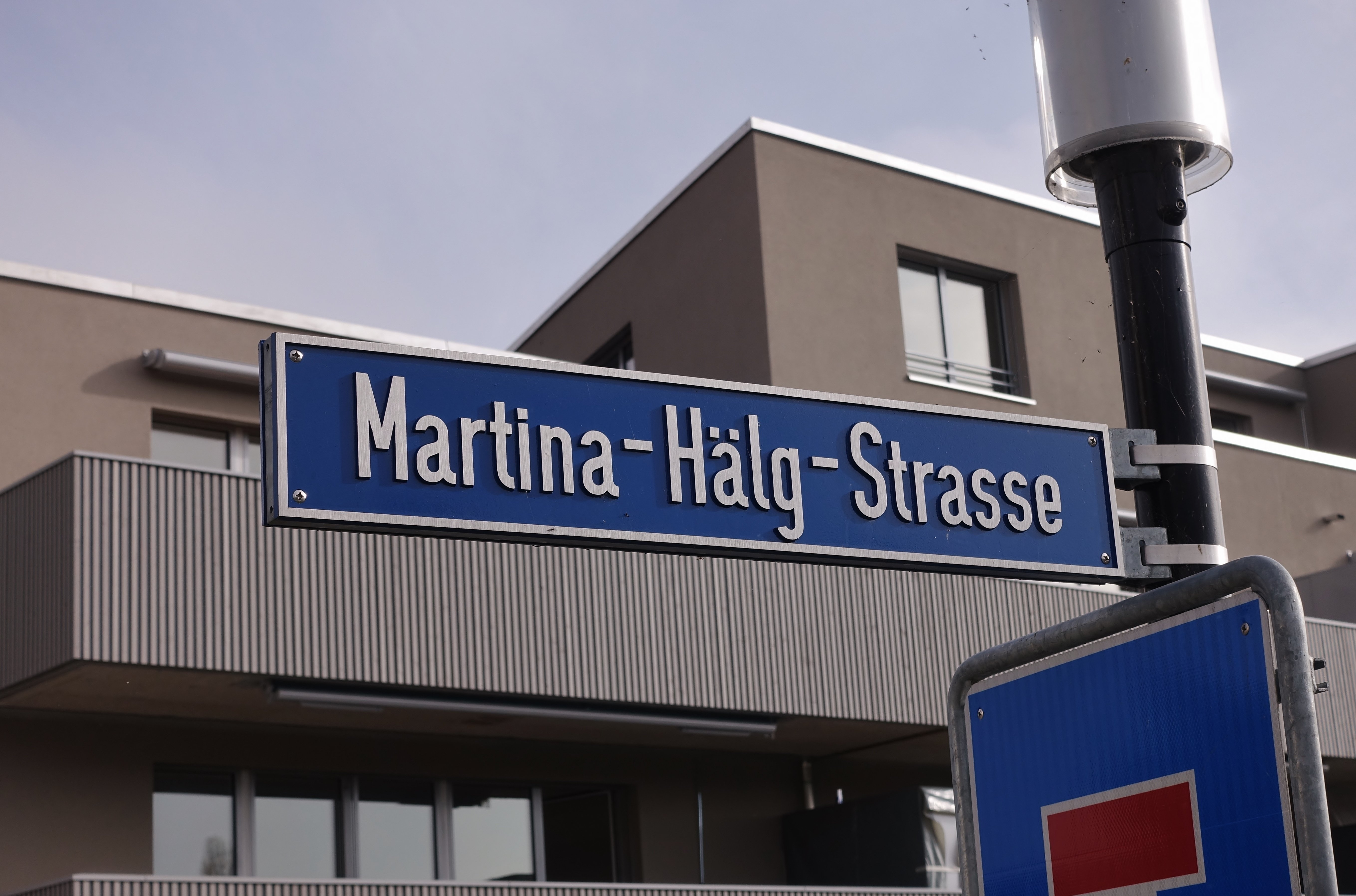
Martina-Hälg-Strasse in Romanshorn

Martina Hälg besuchte ab 1930 die Kantonsschule in St. Gallen, wo sie 1934 die Maturität erlangte. Anschliessend hielt sie sich für Sprachstudien in London und Rom auf. Von 1937 bis 1939 war sie als Prokuristin in einer Produktionsfirma tätig. Bei Kriegsausbruch stellte sie sich dem damaligen Frauenhilfsdienst (FHD) zur Verfügung. Sie war von 1940 bis 1942 als Mitarbeiterin der Generaladjutantur tätig. Von 1943 bis 1945 besorgte sie das Sekretariat in der Tubenfabrik Kesswil.
1946 heiratete sie den Romanshorner Primarschullehrer Otto Hälg. Das Paar hatte drei Kinder. Ab 1956 war Martina Hälg journalistisch tätig. Sie verfasste für die Thurgauer Arbeiter-Zeitung Artikel insbesondere zu kulturellen Fragen. Von 1963 bis 1983 war sie Leiterin des Pro-Juventute-Sekretariats Romanshorn.
Die Stadt Romanshorn benannte eine Strasse nach Martina Hälg.

## Politik
Der Ehemann von Martina Hälg gehörte von 1934 bis 1941 und von 1947 bis 1968 dem Grossen Rat des Kantons Thurgau an, wo er – der Sozialdemokratisch-gewerkschaftlichen Fraktion zugehörig – während sechs Jahren auch als Sekretär amtete. Während Jahren las seine Frau Martina die jeweils über dreissig Seiten langen Parlamentsprotokolle mit. Es wurde ihr bewusst, wie lang es geht, bis sich in einer Demokratie schweizerischer Machart etwas bewegt. 1963 trat Martina Hälg ebenfalls der Sozialdemokratischen Partei bei. Auf Vorschlag des zuständigen kantonalen Departementschefs wurde Hälg 1963 in die Thurgauer Kunstkommission gewählt. 1964 wurde vom Stimmvolk ein neues kantonales Sekundarschul- und Abschlussklassengesetz angenommen. Beide Gesetze enthielten das passive Wahlrecht der Frauen für die betreffenden Schulbehörden. Bereits 1965 wählten die Romanshorner Männer mit Martina Hälg eine Frau in die örtliche Sekundarschulvorsteherschaft.
1971 stimmten die Schweizer Männer der Einführung des Frauenstimm- und -wahlrechts auf Bundesebene zu. Bei den Nationalratswahlen im Herbst 1971 kandidierten im Thurgau fünf Frauen für ein Nationalratsmandat, darunter auch Martina Hälg. Keine von ihnen wurde gewählt. Ende 1971 erhielten die Thurgauerinnen auch in kantonalen und Gemeindeangelegenheiten das Stimm- und Wahlrecht. 1972 kandidierten 136 Frauen für den 130 Personen umfassenden Grossen Rat. Die Sozialdemokratin Martina Hälg-Stamm wurde als erste und einzige Frau gewählt. Fast drei Jahre lang stand sie als Frau alleine 129 Ratsherren gegenüber.
Während ihrer Parlamentszeit wirkte sie in acht Spezialkommissionen mit. Ausserdem war sie Mitglied der Geschäftsprüfungskommission und der Gesetzgebungs- und Redaktionskommission. Mit einer Motion verlangte sie erfolgreich die Revision des kantonalen Besoldungsreglements, das Frauen benachteiligte. Konkret forderte sie gleichen Lohn für gleiche Arbeit für alle kantonalen Angestellten. In einem zweiten Vorstoss ging es um eine kantonale Beratungsstelle für Familienplanung. Als grössten politischen Erfolg bezeichnete sie die Aufnahme gleicher Pflichtstundenzahlen für Mädchen und Buben im Unterrichtsgesetz.

## Werke
- Martina Hälg-Stamm: Die Frauenbewegung im Thurgau. In: Geschichte des Kantons Thurgau. Band 2. Verlag Huber, Frauenfeld 1992, ISBN 3-7193-1066-3, S. 129–135.